# キラリンチョシリーズ
『キラリンチョシリーズ』は、澤井啓夫による児童書（『キラリンチョシリーズ』という呼称は背表紙、奥付を参照）。

## 概要
- 2009年7月17日、わくわくキッズブック（集英社）のシリーズの一つとして刊行開始。

## 主な登場人物
ドロロール・R（ルシファー）・キラリンチョ
主人公。おばけ王国の第13代王子。人を驚かせる事よりも人を笑わせる事を好んでいる。性格は元気で明るい。
ピノ
キラリンチョの幼馴染みの少女。キラリンチョの事を慕っており、将来の夢は彼の嫁に行く事である。思い込みが激しい。
コーン・キッド・ロッテリーノ
おばけ界一のスパルタとして有名な家庭教師。キラリンチョにいつも振り回されている。
ルシファー
おばけ界の王様でキラリンチョの父。おばけらしくないキラリンチョの事を心配している。
ワカメもり
わかめスープのお化け。ワーカメスキスキーが口ぐせ

## 作品リスト
1. キラリンチョのおばけフェスタ（2009年7月17日発売）